# Monte Grande (Guanajuato)
Monte Grande es una localidad del estado mexicano de Guanajuato. Es parte del municipio de Purísima del Rincón. Fue fundada el 18 de agosto de 2002.

## Demografía
| Censo | Población |
| ----- | --------- |
| 2010  | 1 999     |
| 2020  | 3 099     |